# Infected Mushroom
Gli Infected Mushroom sono un gruppo psy-trance israeliano formato nel 1996.

## Storia
Costituito inizialmente come un duo, ha visto crescere di anno in anno la sua popolarità, soprattutto tra gli amanti del genere. I membri originari sono Erez Eisen (aka I.Zen) e Amit Duvdevani (aka Duvdev) dalla città di Haifa, nella parte di regione a nord-est di Israele. Successivamente nel 2004 si unirono anche i chitarristi Tommy Cunningham, che segue i concerti solamente all'interno degli Stati Uniti, e Erez Netz, che si esibisce solamente all'estero. Poco più tardi si aggiunse al gruppo anche il batterista brasiliano Rogerio Jardim.
Il gruppo ha una media annuale di 120 spettacoli dal vivo, che vanno dal Ultra Music Festival di Miami al Coachella Valley Music and Arts Festival di Indio, California, dallo Sziget Festival di Budapest al Burning Man Festival di Black Rock City, Nevada e Tomorrowland in Belgio (Boom). 
Gli Infected Mushroom sono stati classificati 2 volte nella TOP 10 della famosa rivista inglese DJ Magazine.

### 1996-2003
Eisen e Duvdevani hanno iniziato a suonare insieme nel 1996. Alcuni dei loro primi lavori sono stati pubblicati sotto il nome di Shidapu & Duvdev. Il duo poi si è rinominato Infected Mushroom, e hanno iniziato a lavorare al loro primo album, The Gathering, pubblicato nel 1999. È stato uno dei primi album di genere psy-trance israeliano diffuso ad un grande pubblico, e questo ha contribuito alla popolarità mondiale del genere negli anni successivi.
Nel 2000 pubblicano l'album Classical Mushroom, la cui traccia Bust a Move ottiene e un grande successo.
Nel 2001 esce B.P. Empire, caratterizzato da numerosi stili di musica, in particolare melodie medio-orientali, in cui spiccano le competenze da pianista di Erez e Amit.
Nel 2003 pubblicano Converting Vegetarians, formato da 2 dischi differenti, il disco Trance Side contenente musica psy-trance paragonabile al loro lavoro precedente, ed il disco intitolato The Other Side che conteneva tracce caratterizzate da musica sperimentale.

### 2004-2006
Nel 2004 esce IM The Supervisor in cui gli Infected Mushroom hanno continuato a mescolare la psy-trance con altri generi musicali e tuttora rappresenta il loro album più venduto fino ad oggi.
Nello stesso anno si uniscono al duo i chitarristi Thomas Cunningham ed Erez Netz, e sempre nel 2004 trasferiscono il loro studio da Haifa, Israele a Los Angeles, California.

### 2007-2011
Nel 2007, anno in cui anche il batterista Rogério Jardim si unisce al gruppo, gli Infected Mushroom raggiungono la posizione numero 9 nella classifica dei Top 100 DJ al mondo stilata dalla rivista inglese DJ Magazine. Erano i più alti dj psy-trance debuttanti della categoria, prova del fatto che il gruppo stava ottenendo una sempre maggiore popolarità a livello mondiale.
Nello stesso anno pubblicano l'album Legend of the Black Shawarma, in cui continua la varietà stilistica e l'uso di guest vocalist. Il titolo prende il nome dallo shawarma, tipico panino/sandwich del Medio Oriente, l'equivalente del kebab in Turchia o il gyros in Grecia. Il titolo è stato ispirato anche dallo Shawarma Hazan, un ristorante di shawarma dove Amit ed Erez hanno l'abitudine di mangiare nella loro città natale, Haifa.

### 2012-Presente
Nel 2012 esce Army of Mushrooms, i cui brani sono influenzati dalla musica psy-trance, dubstep, house, drum and bass ed anche breakbeat.
Il 12 maggio 2012 gli Infected Mushroom lanciano un grande tour in Nord America, The Unveiling, caratterizzato da una produzione rinnovata e nuovi aspetti audiovisivi.
Nel gennaio del 2013, oltre ad annunciare il nuovo tour FungusAmongus che girerà tutto il mondo, pubblicano l'EP Friends on Mushrooms Vol.1 creato anche dalla collaborazione con Astrix e gli Hope VI.
Nel luglio del 2013 esce Friends on Mushrooms Vol.2, grazie alla collaborazione con Savant, i Pegboard Nerds e Kelsy Karter.
Nell'agosto del 2013 gli Infected Mushroom lavorano come produttori del brano Aura, usato come colonna sonora del film Machete Kills, del terzo album di Lady Gaga intitolato Artpop.
Il 30 ottobre 2018, la band ha annunciato un nuovo album intitolato Head of NASA and the 2 Amish Boys. L'album, pubblicato il 12 dicembre dello stesso anno, è composto da sette brani e include collaborazioni con altri artisti israeliani.

## Formazione
- Erez Eisen: è nato l'8 settembre 1980 e il suo rapporto con la musica è iniziato sin dalla primissima età: ha studiato il piano all'età di 4 anni e si è iscritto al Conservatorio di Haifa all'età di 8. A 11 ha iniziato a giocare con i primi strumenti elettronici e ben presto è nata in lui la passione per la musica sintetica.
- Amit Duvdevani: è nato il 7 novembre 1974 ed ha un background simile ad Erez. Ha suonato il piano per 9 anni, dall'età di 7, prima di muoversi verso l'heavy metal e il punk rock. Amit ha suonato la tastiera e scritto molte canzoni per una punk rock band di Haifa conosciuta come Enzyme. Una settimana prima del suo mandato nell'esercito Israeliano, dove gli è stato affibbiato il soprannome di Duvdev, ha partecipato al suo primo trance party (nel 1991), un avvenimento che gli ha cambiato la vita.

## Discografia

### Album
- 1999 - The Gathering
- 2000 - Classical Mushroom
- 2001 - B.P. Empire
- 2003 - Converting Vegetarians
- 2004 - IM the Supervisor
- 2007 - Vicious Delicious
- 2009 - Legend of the Black Shawarma
- 2012 - Army of Mushrooms
- 2015 - Friends on Mushrooms (Deluxe Edition)
- 2015 - Converting Vegetarians II
- 2017 - Return to the Sauce
- 2018 - Head of NASA and the 2 Amish Boys
- 2020 - More than Just a Name
- 2022 - IM25

### EP
- 2000 - Classical Mushroom
- 2001 - B.P. Empire
- 2013 - Friends on Mushrooms Vol.1
- 2013 - Friends on Mushrooms Vol.2
- 2014 - Friends on Mushrooms Vol.3
- 2018 - IM21, Pt.1
- 2021 - Shroomeez

### Singoli
- 1999 - Intelligate
- 2000 - Bust a Move
- 2002 - Birthday con Berry Sakharof
- 2003 - Deeply Disturbed
- 2003 - The Other Side
- 2004 - Cities of the Future
- 2005 - Stretched
- 2007 - Becoming Insane
- 2009 - Smashing the Opponent
- 2010 - Killing Time
- 2010 - Deck & Sheker
- 2011 - Pink Nightmares
- 2012 - U R So Fucked
- 2012 - Nation of Wusses
- 2013 - See Me Now
- 2014 - Never Mind
- 2015 - Fields of Grey
- 2016 - Liquid Smoke
- 2016 - Nutmeg
- 2017 - Spitfire
- 2018 - Guitarmass
- 2018 - Lost In Space
- 2019 - Electro Panic (One Function Remix)
- 2019 - Do It
- 2019 - Cities of the Future
- 2019 - Kababies
- 2020 - Freedom Bill

### Collaborazioni
- Acid Killer: Isr-Aliens
- Angel Jonathan: Yahel - For The People
- Anyone Else But Me: Unidentified Forms of Sound 2
- Arabian Knights On Mescaline: GMS vs. Systembusters
- Baby Killer: Void Indigo
- Blue Rhythmic Night: Space Mantra
- Cat On Mushroom: Space Cat - Beam Me Up
- Classical Mushroom: Israliens 2
- Coolio Remix: Coolio EP
- Crazy D: Isr-Aliens
- Dainai: Yahel - Something to Remember
- Devil: Unidentified Forms Of Sound
- Dirty 80's: Psysex - Hardcore Blastoff
- Doremifas: Unidentified Forms of Sound 3
- Double Click: Israel's Psychedelic Trance 5
- Double Click (Piano Version): Parashurama - Morning Origin Of Species
- Dream Theatre: Space Mantra
- Electro Panic: Yahel - Private Collection
- Elm: Unidentified Forms Of Sound
- Evadawn: Vision quest Gathering 2002/Amphibians
- Expose: Deck Wizards - Enhanced Reality
- Facing: Magnet
- For The People: Yahel - For The People
- Gravity Waves Rmx: Xerox - Freestyle
- I See Myself: Unusual Suspects
- Intelligate: The Digital Dance Of Shiva
- Into The Matrix: Isra-Aliens 2
- Lady Gaga: Artpop
- Look At Me: Voojoo Rituals
- Lo Ra: Life Is... Creation
- LSD Story (Duvdev Rmx): GMS - The Remixes
- Merlin: In My Brain
- Millions OF Miles Away Remix: Oforia - Millions Miles Away EP
- Ministry of Angels: Contact Clubber Vol: 1
- Montoya: Unidentified Forms Of Sound
- Monster (Remix): Astrix - Artcore
- Muddy Effect: Deck Wizards - Enhanced Reality
- My Mummy Said: Infected Deedrah - My Mummy Said EP
- Now Is The Time (Duvdev Solo): Full On 7
- One Absolute: Full On 3
- Overload: Full On Vol. 2 - The Israeli DAT Mafia
- Power Of Celtics
- Psycho Live Mix: Full On 4
- Red Filter: Full On 5
- S is Here: Most Wanted Pres. DJ Yahel - Mixing In Action
- Scotch: Voojo Rituals
- Smahutta: Full On 6
- Small Moves: The Digital Dance Of Shiva
- Symphonatic: Tsunami
- The Fly: Psychotropic
- The Messenger: Kum Haras, Space Mantra - Ganesh Propaganda
- Tiwanacu: Kum Haras
- Voices: Tsunami
- Waves of sound: Yahel - Waves Of Sound
- Where Is S: Destination Goa 7
- Wider: Future Navigators II
- 9%: Heat Seekers Israeli Trance Allstars

### Videoclip
- 2006 - Becoming Insane, regia di Harv
- 2009 - Smashing the Opponent, regia di Jonathan Davis
- 2010 - Killing Time (Infected Trance Remix), regia di Matan Cohen
- 2011 - Pink Nightmares, regia di Sebastian Lopez
- 2012 - U R So Fucked, regia di Dim Mak Records